# 大内義興
大内 義興（おおうち よしおき）は、室町時代後期から戦国時代にかけての周防（山口）の戦国大名・ 公卿 。周防の在庁官人・大内氏の第15代当主。
父は周防守護で大内氏の第14代当主・大内政弘。弟（一説に庶兄とも）に大内高弘（隆弘とも、初めは出家して大護院尊光）がいる。正室は長門守護代・内藤弘矩の娘。子に義隆（第16代当主）、娘（大友義鑑正室、後に大友義鎮（宗麟）や大内義長（第17代当主）がこの間に生まれる）。室町幕府の管領代となって将軍の後見人となり、周防・長門・石見・安芸・筑前・豊前・山城の7ヶ国の守護職を兼ねた。

## 生涯

### 家督相続と内訌
文明9年（1477年）、大内氏の第14代当主・大内政弘の子として生まれる。幼名は亀童丸。長享2年1月30日（1488年3月13日）に京都にて元服し、将軍・足利義尚から「義」の字を許されて「義興」の名を与えられた。
明応元年（1492年）、父の命令で六角高頼討伐（長享・延徳の乱）に参戦する。ところが、その最中の明応2年（1493年）に管領細川政元が将軍足利義材を幽閉する明応の政変が発生する。義興は兵を摂津国の兵庫に引き上げたまま事態の推移を見守っただけであった。この政変に関連して、細川政元派の武田元信の配下によって当時京都に滞在していた義興の妹が誘拐される事件（『大乗院寺社雑事記』明応2年閏4月1日条）や父・政弘が義興の側近に切腹を命じる事件（『大乗院寺社雑事記』明応2年8月4日条）などが発生しており、細川政元らが大内政弘が足利義材を支援することを恐れて人質を取って若年の義興に圧力をかけ、その対応の拙さが本国の政弘の怒りを買ったと推測される。だが、一方でこの出兵が京都生まれの義興と本国の被官との関係構築に大いに寄与する事になり、家督継承後の義興の支配に資することになった。
明応3年（1494年）秋、父が病気により隠居したため、家督を譲られて大内氏の第15代当主となる。
ところが、義興への家督継承の前後から大内家中で不穏な事件が相次いで発生する。まず、先の畿内出兵中に義興に従って出陣しながら、突如出奔して出家してしまった陶武護が帰国して、代わりに家督を継いだ弟の陶興明を明応4年（1495年）2月に殺害した。
興明の殺害には内藤弘矩の同意があったとされるが、政弘の承認を得た義興が同年2月23日付で安芸国人阿曽沼氏に安芸国能美島（広島県江田島市）周辺での武護捜索を命じて、武護は高野山に赴いた後、最期は6月19日までに(6月19日付で義興が東福寺に充てた書状にて「陶中務入道宗景（武護）不儀を企て候の間、成敗を加え候につき、尊書拝見つかまつる」と記している)姫山（現・山口市）で討死した。
その弘矩も明応4年（1495年）2月28日、「中務少輔武護為」に弘矩は政弘宅で、子の弥七弘和は義興が兵をさしむけて討伐した。
その後弘矩の弟である内藤弘春に内藤氏を再興させ(弘春の息子は弘矩の娘を正室に迎えている)、同じく陶氏も末弟の陶興房に継がせて再興させた。弟・大護院尊光の擁立に関しては明応8年（1499年）に現実のものとなり、重臣の杉武明が反乱を起こしたが、義興はこれを鎮圧して2月16日に武明を自殺させ、尊光は大友氏を頼って豊後に亡命した。
そして、父・大内政弘の存命中に陶弘護（武護・興明・興房兄弟の父）・内藤弘矩が亡くなり、有力重臣である陶氏・内藤氏を一時没落させたことが、後を受けた義興の地位を安定させることにもつながった。
暫くの間、義興は父である政弘の後見を受けるが、明応4年（1495年）9月18日に父が死去すると、名実ともに大内氏の当主となる。

### 九州進出と前将軍亡命

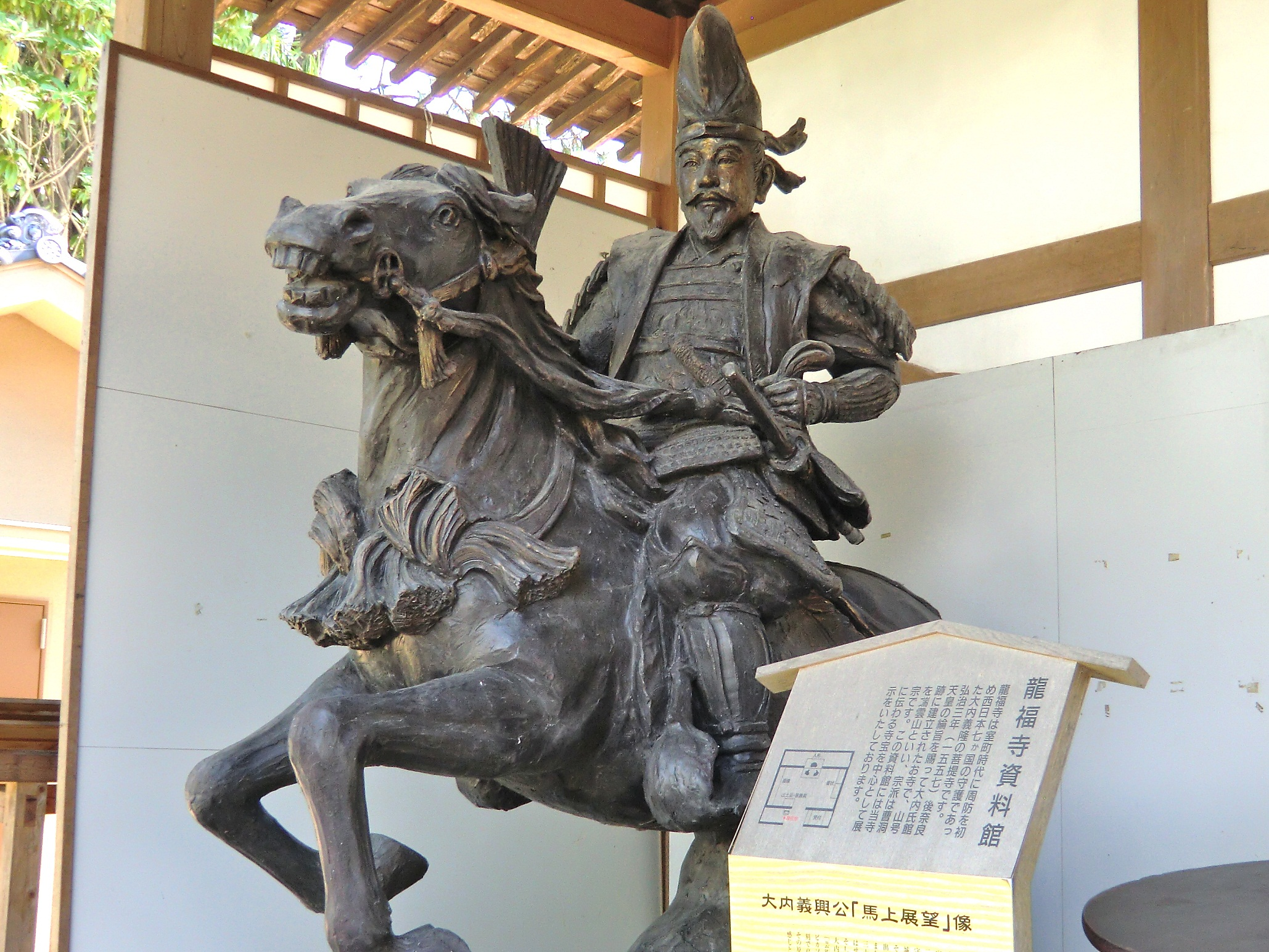
大内義興像（山口市龍福寺資料館）

大内氏は長い間北九州で大友氏や少弐氏らと合戦を繰り広げながら、勢力を拡大してきたが、大友政親が大内政弘の妹を妻として婚姻関係を結び、次いで彼女が生んだ大友義右が家督を継いだことから義興と義右が従兄弟として協力することになり、安定した関係が築かれた。ところが、明応5年（1496年）に義右が急死すると、義右が対立していた父の政親が毒殺したという噂が流れ、実権を取り戻した政親は北九州の大内領侵攻のために兵を挙げた。ところが、政親の乗った船は遭難して事もあろうに大内氏の本拠地である長門国に辿り着いてしまう。義興は激怒して政親を捕らえて切腹させてしまった。事件の背景には大内氏の勢力拡大と北陸地方に亡命中の前将軍・足利義材との連携を恐れた細川政元の暗躍があったとみられる。その後、義興は大友親実（大聖院宗心、大友親綱の子）を大友家の後継者にしようとしたが、政親の弟大友親治の反抗によって失敗している。また、前述のように明応8年（1499年）に反乱に失敗した義興の弟・大護院尊光が亡命したのも大友親治の下であり、彼は細川政元が擁していた将軍足利義高（義澄）の偏諱を受けて大内高弘と名乗っている。
一方、筑前国の奪回を狙っていた少弐政資・高経父子も大友政親・親治兄弟と結んで肥前国から筑前国に兵を進めて大内軍と戦っていたが、義興も明応5年(1496年)暮れには赤間関に兵を結集させ、12月13日に筑前に向けて出陣した。明応6年（1497年）3月13日に博多の聖福寺門前で、15日には筑紫村と高鳥居城で戦い、筑前に攻め込んだ少弐父子を破って肥前へと侵攻。3月23日、肥前朝日城を攻略。4月14日、少弐政資を小城城に包囲した。いったん山口に帰国した義興は16日、周防国一宮の玉祖神社、二宮の出雲神社、三宮の仁壁神社、四宮の赤田神社、五宮の浅田神社に参詣した。18日、小城城は落城し少弐政資は逃亡したがのちに自害した。
その後も少弐氏に攻められていた九州探題の渋川尹繁を支援する。明応7年（1498年）8月27日、肥前国綾部城に攻められていた尹繁のもとに援軍として派遣した仁保護郷が、肥前基肄郡養父郡で戦い勝利している。また9月17日にも護郷は肥前三根郡で戦いここでも勝利した。このように義興の軍勢は勝利を重ね肥前国における自らの勢力も広げた。
一方で大友氏との戦いでは防戦を強いられる。明応7年（1498年）11月、豊後国に右田弘量と末武長安を派兵するが、11月7日豊後玖珠郡青内山での戦いで大内軍は敗れ弘量は戦死、長安は負傷する。宇佐郡の郡代であった佐田泰景が一時大友軍の捕虜にされるなど苦戦している。
そんな最中の明応8年12月30日（1500年1月30日）に諸国を亡命していた前将軍・足利義尹（明応7年（1498年）義材より改名）が義興を頼って山口に入った。義尹は自らを現在でも現職の将軍であると主張して山口に自らの幕府を置き、義興も細川政元に対抗して義尹を擁して上洛しようとしていた。これに対して、足利義高・細川政元は大友親治・大内高弘・少弐資元（政資の3男）・菊地武運・阿蘇惟長らに義興討伐を命じるとともに、文亀元年閏6月9日（1501年7月23日）には後柏原天皇から義興討伐の綸旨を獲得した。こうして義興は「朝敵」ということになり、続いて将軍義高の御内書と奉行人奉書が出されて改めて西日本の大名・有力国人28名に義興討伐が命じられた。
文亀元年(1501年)閏6月20日、大友親治・少弐資元の軍勢が豊前国の要所であった馬ヶ岳城を攻める。神代与三兵衞尉や仁保護郷が戦うが、護郷は戦死し馬ヶ岳城は陥落する。だが7月23日に杉弘依が援軍として駆けつけ馬ヶ岳城を取り戻すことができた。
東では義興の討伐命令の受けていた安芸国の毛利弘元を味方に引き入れることに成功している。間もなく、義興は足利義尹の仲介により大友親治と和睦し、永正4年（1507年）には少弐資元とも和睦し、北九州の勢力を保っている。

### 天下人へ
義興は永正元年（1504年）頃から上洛の具体的な構想を描いて領国内で臨時の段銭徴収などを行っていたが、永正4年（1507年）6月、足利義澄を11代将軍に擁立して幕政を牛耳っていた細川政元が暗殺された（永正の錯乱）。その後も細川氏内部では抗争が続いたため、畿内進出の好機と見た義興は、前将軍・足利義尹の上洛を口実として九州・中国の諸大名に動員令を発した。11月25日には右田弘詮らに本国の留守を任せて山口から進発し防府に出て、12月に備後にまで進出した。これに対して細川家では、政元の養子であった細川高国が義興と通じて、同じく政元の養子である細川澄元と対立・抗争し、永正5年（1508年）3月に細川澄元は高国・義興らに圧迫され、足利義澄と共に近江に逃走した。
4月27日に義尹を奉じて和泉国堺に入った義興は畿内の澄元方を平定にあたっていた細川高国との連携を強め、5月5日には高国を細川京兆家（細川氏宗家）当主と認める義尹の御内書が出された。そして、6月8日に義尹と義興は上洛を果たした。上洛を果たした義興は、7月1日には足利義尹を将軍職に復帰させ、自らも左京大夫（京兆）・管領代として細川高国と共に幕政を執行する立場になった。義尹は軍功により、義興に相国寺崇寿院領であった和泉国堺南荘（すなわち堺の南半分）を与えたものの、義興は「何事も元のように寺社本所領を返付されよ」と述べて恩賞を辞退して相国寺に返還してしまった。このため、義尹は代わりとして山城守護も与え、京都や奈良の公家や寺社も義興の寺社本所領の保護を公言する義興の態度に好感を抱いた。このエピソードはちょうど60年後に足利義昭を奉じて上洛した織田信長が役職よりも堺の支配を望んだのと逆を行ったことになるのだが、この事は後日思わぬ形で義興に跳ね返ることになる。
義尹の将軍復帰という役割を果たし終えた義興は不安定な領国情勢を危惧して帰国を望むようになるが、現実には細川澄元・三好之長らは京都奪還を目指してたびたび反攻してくるため帰国もままならなかった。そんな最中の永正5年12月に奈良の東大寺が 延徳2年（1490年）以来、大内氏に押領されたままの周防国の国衙領の返還を求めて閉門を行ったのである。義興は先の堺南荘の件で寺社本所領の保護を公言してしまったために東大寺の閉門を止めさせるために国衙領の返還を求める朝廷や幕府の要請に頭を悩まされる事になる。一方、東大寺側も興福寺などの他の有力寺院に同調を呼びかけたものの、義興が寺社本所領の保護政策を放棄することを恐れた彼らから同調を拒絶されたために孤独な戦いを迫られた。義興はやむなく翌永正6年（1509年）に国衙領を東大寺に返還することを表明して事態の収拾を図らざるを得なかった。
永正6年6月に如意ヶ嶽の戦いに勝利して細川澄元らが四国へと落ち延びていくと、永正7年（1510年）1月には細川高国と共に近江に侵攻するが、逆に敗北してしまった。これにより足利義澄方は一大決戦を決意し、永正8年（1511年）7月には摂津に侵攻（芦屋河原の合戦）して決戦を挑んでくる。これに対して義興は細川高国と共に迎撃するも、摂津でも和泉でも敗北（深井城の合戦）して丹波に逃走した。しかし8月14日に足利義澄が急死するなどの好条件にも助けられて、8月23日に船岡山城の決戦で細川澄元軍を破り、京都を奪還したのである（船岡山合戦）。なお、この時、万一周防へ退却することも考えた義興は安芸の国人であった多賀谷武重に堺の堅守を命じた。多賀谷はこの役目を果たしたが、これが結果的に細川澄元の支援する四国からの援軍を防ぐ効果をもたらしたとも言える。
この時の義興の活躍は相当のものだったようであり、永正9年（1512年）3月26日 にはその武功により、従三位に上階されて公卿に列せられた。これは将軍である足利義尹の意向を押し切って後柏原天皇自らの決断で決めた決定（『実隆公記』永正9年3月26日条）であったが、義尹は最終的な判断は天皇に任せる旨を述べたため同意せざるを得なかった。また、娘を足利義維（義澄の次男）に嫁がせ将軍家の親族ともなった。永正13年（1516年）には大内氏に日明貿易（遣明船派遣）の管掌権限を恒久的な特権として与えるとする御内書と奉行人奉書が与えられた。これは細川高国の反対を押し切ったものであり、後の寧波の乱の原因となる。
しかし次第に将軍・足利義稙（永正10年（1513年）義尹より改名）や細川高国と不仲になり、さらに長引く在京に耐え切れなくなった領国の石見や安芸の国人の中で勝手に帰国する者が相次いだ。そこへ出雲の尼子経久が侵攻を開始してきた。義興ははじめ在京して尼子氏を討つため、永正14年（1517年）に石見守護となり、益田氏や吉川氏など石見在地の豪族と手を結んだ（ただし、尼子経久の侵攻と義興の石見守護補任については異なる解釈もある）。しかし尼子氏の勢力拡大は抑え難かったため、永正15年（1518年）8月2日に管領代を辞して堺を出発、10月5日に山口に帰国した。

### 尼子氏との戦い
帰国した義興がもっとも力を注いだのは在京中に離反の姿勢を見せた安芸国の武田元繁・光和父子や友田興藤との戦いであった。だが、大永3年（1523年）に尼子経久が安芸進出を目論み、武田・友田とも通じたことから、尼子氏の大内領への侵攻が本格化していく。石見の波志浦は尼子軍に攻略され、安芸では大内家に従属していた毛利氏が尼子方に寝返った。尼子経久は毛利家当主・毛利幸松丸の後見役である毛利元就を利用して、大内氏の安芸経営の拠点である安芸西条の鏡山城を攻略（鏡山城の戦い）させるなどして、一時は大内氏を圧倒した。これに対して義興は安芸・石見に出兵して連年のように尼子氏と戦うが、思うように戦果が上がらなかった。しかし大永4年（1524年）に安芸厳島にあった友田氏の拠点桜尾城を攻略し、武田氏の拠点佐東銀山城の攻防戦で尼子軍を撃破し、大永5年（1525年）には毛利氏を継いだ毛利元就が再び帰参したため、安芸における勢力をやや回復する。また、尼子氏も山陰地方東部を支配しかつ備後国の守護でもあった山名氏との戦いもあったため、石見における勢力も義興は奪い返した。さらに北九州の少弐資元らとも戦い、有利に戦況を進めている。やがて、備後国は北から進出した尼子経久と西から義興の命で大内軍を率いる陶興房に侵攻を受けて守護の山名誠豊の支配が衰え、同国は尼子氏と大内氏の争奪戦の舞台となった。興房は大永7年（1527年）に細沢山の戦いで尼子経久を破り、山名誠豊・山内直通らとともに尼子氏に対抗した。

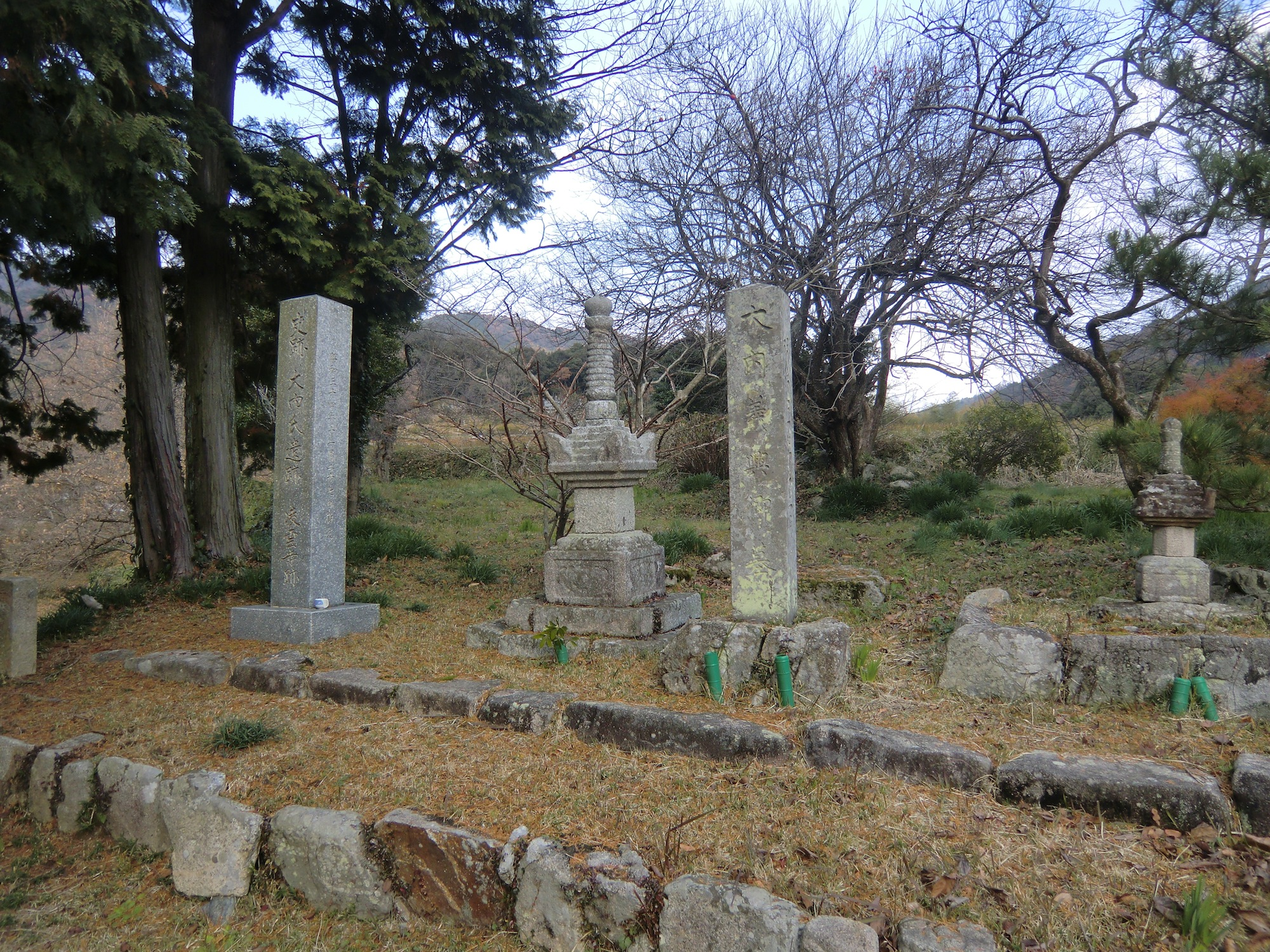
大内氏遺跡凌雲寺跡にある大内義興の墓

享禄元年（1528年）7月、安芸門山城攻めの陣中で病に倒れ、山口に帰還直後の12月20日に死去した。享年52。跡を嫡男の義隆が継いだ。

## 人物・逸話
永正9年（1512年）、嵯峨野の西芳寺において「かくばかり 遠き吾妻の 不二がねを 今ぞみやこの 雪の曙」とうたった記録がある。
義興は父・政弘ほどではないが文人的一面があったとされる。和歌に関しては後柏原天皇以下多くの公卿から賞賛され、連歌では宗祇の弟子・宗碩を招いて古今の伝授を受けた。

### 異説
南海通記及び香西記は1520年に堺浦で殺されたとする

## 官職及び位階等の履歴
※ 日付＝旧暦
- 年月不明　従五位下に叙位。
- 1488年（長享2年）2月13日、周防権介
- 年月不明　左京大夫に任官(1511年時点では就任中であることが確認できる[40])。
- 1495年（明応4年）周防・長門・石見３ヶ国の守護となる。
- 1496年（明応5年）筑前国守護職。
- 1507年（永正4年）安芸国守護を兼ねる。
- 1508年（永正5年）6月8日、足利義稙を奉じて入京。7月1日、幕府管領代に就任。8月1日、正五位下より従四位下に昇叙。9月14日、従四位上に昇叙。
- 1509年（永正6年）豊前国守護を兼ねる。
- 1512年（永正9年）3月26日、従三位に昇叙。
- 1514年（永正11年）左京大夫を辞退。
- 1516年（永正13年）山城国守護を兼ねる。

## 偏諱を与えた人物
家臣団
- 大内義豊（大内氏一門、冷泉家より妻を迎える）
- 大内興豊（冷泉興豊）（義豊の子で隆豊の父、母方の姓により冷泉氏を称す）
- 飯田興秀
- 伊田興理（伊田美作守、大内義隆期に奉行人となる）
- 岩正興致
- 大村興景
- 岡部興景（隆景の父）
- 勝屋興久（相良正任の子で相良武任の実弟）
- 神保興胤
- 陶興明
- 陶興房（興明の弟）
- 陶興昌（興房の子、隆房（晴賢）の兄）
- 陶興就（右田弘詮の子で陶隆康の実兄）
- 杉興長
- 杉興運（興長の子）
- 杉興相
- 高石興幸
- 問田興之（弘胤の子で隆盛の父）
- 内藤興盛
- 仁保興貞（興棟の弟）
- 仁保興真（隆慰の父）
- 仁保興奉（興棟の子、隆在の養父）
- 仁保興棟
- 沼間興国
- 野田興方（問田興之の実弟）
- 原田興種（隆種の父）
- 弘中興勝（隆兼の父）
- 深野興房
- 右田興俊（隆次の父）
- 右田興量（右田氏、興俊と同族）
- 右田興安（興量の子で隆量（天野元政の養父）の父）
- 宮川興房（房長の父）
- 宗像興氏（宗像正氏の従兄弟、船岡山合戦で戦死）
- 山崎興盛（陶氏家臣）
- 大和興武
- 吉田興種（仁保氏庶流、隆在の実父）
- 鷲頭興盛

安芸国
- 毛利興元（毛利元就の兄）
- 天野興次
- 天野興定（興次の子）
- 天野興与（興次の子）
- 小幡興行（安芸小幡氏）
- 吉川興経
- 小早川興平
- 小早川興景
- 宍戸興家（安芸宍戸氏当主、→宍戸元家の項を参照のこと）
- 多賀谷興頼
- 野間興勝（矢野城主、隆実の父）
- 平賀興貞
- 藤原興親（→厳島神主家の項を参照のこと）
- 友田興藤（→厳島神主家の項を参照のこと。興親の従兄弟（おばの子）にあたる。）

出雲国
- 塩冶興久（尼子経久3男）

石見国
- 佐波興連
- 周布興兼
- 高橋興光
- 益田興兼（益田宗兼の弟）
- 三隅興信（益田氏一門）
- 三隅興兼（興信の子）
- 吉賀興光
- 吉見頼興?（吉見氏）
- 吉見興成（頼興の子、諱は成興とも、義興の娘・大宮姫は興成の弟・隆頼、隆頼の死後はその弟・正頼の妻となる）

肥前国
- 江上興種（江上氏、武種の父、義興に通じたため主君の少弐氏により勢福寺城を追われる）
- 千葉興常（九州千葉氏、肥前守護代）
- 松浦興信

筑前国
- 麻生興春（麻生氏）
- 麻生興益

＊以上の通り、家臣団のみならず、周辺の各諸侯にも「興」の字を与えており、その隆盛がうかがえる。それは子の義隆の代も続き、一部（ ）内にみられる通り、息子の多くが義隆より偏諱を受けている（詳しくは大内義隆の偏諱を受けた人物を参照）。

## 伊勢神宮の勧請
1514年伊勢神宮に参拝した際に大内義興は感銘を受け1518年8月に山口へ戻ると前例のない勅許を賜った上での皇太神宮、豊受大神宮の勧請を試みた。当時の伊勢神宮は幕府の神宮頭人の力が及ばなくなり、全国の荘園から届く役夫工米が滞納された事により慢性的な財政難に陥り、外宮は1434年内宮は1463年より式年遷宮が中断していた。その反面、庶民による伊勢信仰は広まり南北朝時代頃よりには飛び神明といわれる伊勢神宮の勧請が流行し各地に神明神社が創建されていた。高嶺大神宮の勧請もそうした流れを受けたものであったが、吉田神社を通じて奏聞され後に後柏原天皇の「高嶺大神宮」の御宸筆のもと分霊を受けている点で神明神社の中でも一線を画す。1519年11月3日に外宮、1520年4月8日に内宮を造営すると同年6月29日神宮の御師 高向二頭大夫光定により勧請遷宮が執り行われた。当初は高嶺神明と称していたが前述の通り後柏原天皇から「高嶺太神宮」、後に後陽成天皇から「伊勢」の勅額を賜ると昭和22年「山口大神宮」と改称するまで「高嶺太神宮」「今伊勢」と称せられた。式年遷宮は伊勢神宮遷宮前後相論に配慮し1540年に外宮・内宮同時に行われている。

## 関連作品

### 小説
- 御建龍一『文武の将 大内義興』（近代文芸社）
- 今村翔吾『帰らせろ』（『戦国武将伝 西日本編』収録、PHP研究所、2023年）

### テレビドラマ
- 『毛利元就』（1997年、NHK大河ドラマ、演：細川俊之）
- 『塚原卜伝』（2011年10月2日-11月13日、NHK BSプレミアム 演：吉見一豊）